# حقوق ال‌جی‌بی‌تی در اسرائیل
دگرباشان در اسرائیل در حال حاضر بهترین حقوق ممکن را در خاورمیانه و آسیا دارا هستند.
از سال ۱۹۸۸ در اسرائیل حقوق‌دگرباشان قانونی شد؛ اما قانون پیشین که در سال ۱۹۶۳ تصویب شده بود عملی نگردیده بود. اسرائیل تبدیل به اولین کشور در آسیا شد که قوانین حمایتی برای زوج‌های همجنسگرا تصویب می‌کرد. اگر چه ازدواج همجنسگرایان در حال حاضر در اسرائیل انجام نمی‌شود اما ازدواج‌های انجام شده در خارج اسرائیل به رسمیت شناخته می‌شوند. زوج‌های همجنسگرا بعد از یک دادگاه از سال ۲۰۰۸ مجاز به سرپرستی فرزند شدند.
همجنسگرایان مجاز هستند که آزادانه در ارتش خدمت کنند.
تل‌آویو بارها توسط نویسندگان به یکی از بهترین کشورها برای حقوق‌دگرباشان معرفی شده‌است. معروفترین آن برای رژه‌غرور سالانه و ساحل برای همجنس‌گرایان و همچنین از طرف مجله از به عنوان پایتخت ‌ال‌جی‌بی‌تی خاورمیانه معرفی شده‌است.